# Love Is Blind (пісня Донні Монтелла)
«Love Is Blind» — пісня литовського співака Донні Монтелла, з якою він представлятиме Литву на пісенному конкурсі Євробачення 2012 в Баку. За результатами другого півфіналу, який відбувся 24 травня, композиція пройшла до фіналу.